# Friedrich Fetz
Friedrich Fetz (* 2. November 1927 in Schlins, Vorarlberg; † 25. Oktober 2013 in Arzl) war ein österreichischer Hochleistungssportler, Sportwissenschaftler und Biomechaniker.

## Leben
Fetz hatte als Arbeiterkind keine einfache Jugend. Nach dem Kriegsdienst 1944 bis 1945 als Gebirgsjäger bestand Fetz 1947 die Matura in Dornbirn und studierte bis 1951 an der Universität Innsbruck Mathematik, Leibesübungen und Physik. Nach dem Examen begann er als Lehrer an verschiedenen Schulen im Raum Innsbruck zu arbeiten und war zusätzlich Lehrbeauftragter für Sportpraxis an der Universität.
Zu seiner dualen Karriere gehörten 1952 die Teilnahme an den Olympischen Spielen 1952 in Helsinki (Olympischer Zwölfkampf im Kunstturnen) und 1954 an den Österreichischen Staatsmeisterschaften im Kunstturnen im olympischen Zwölfkampf. Nach seiner Promotion 1956 zum Dr. phil. in Theorie der Leibesübungen wurde er wissenschaftlicher Mitarbeiter am Institut für Leibesübungen der Universität Innsbruck, wo er sich auch 1959 für die Theorie der Leibeserziehung habilitierte. 1964 folgte die Berufung als kommissarischer Direktor des Institutes für Leibesübungen der Johann Wolfgang Goethe-Universität Frankfurt am Main, wo er 1965 auf die erste Nachkriegsprofessur an einer Universität der Bundesrepublik Deutschland für die Theorie der Leibesübungen berufen wurde. Im Zuge von Bleibeverhandlungen wurde ihm 1968 der Lehrstuhl für Theorie der Leibesübungen in der Bundesrepublik gegeben. Er zog es aber schließlich doch vor, den Ruf auf einen Lehrstuhl der Universität Innsbruck (erster Lehrstuhl dieses Fachgebietes in Österreich) anzunehmen. Hier wurde er u. a. zum Dekan der Geisteswissenschaftlichen Fakultät gewählt. Er blieb in Innsbruck bis zu seiner Emeritierung 1996. Der Schwerpunkt seiner Forschungsarbeiten lag in der Bewegungslehre, wobei er häufig auf seine bevorzugten Sportdisziplinen Gerätturnen und Skilaufen als Beispiele zurückgriff.

## Auszeichnungen
- 1992: Ehrenkreuz für Wissenschaft und Kunst I. Klasse